# Гроувленд-Стейшен (Нью-Йорк)
Гроувленд-Стейшен (англ. Groveland Station) — переписна місцевість (CDP) в США, в окрузі Лівінгстон штату Нью-Йорк. Населення — 246 осіб (2020).

## Географія
Гроувленд-Стейшен розташований за координатами 42°39′48″ пн. ш. 77°46′0″ зх. д. / 42.66333° пн. ш. 77.76667° зх. д. (42.663379, -77.766670).  За даними Бюро перепису населення США в 2010 році переписна місцевість мала площу 1,52 км², уся площа — суходіл.

## Демографія
Згідно з переписом 2010 року, у переписній місцевості мешкала 281 особа в 106 домогосподарствах у складі 78 родин. Густота населення становила 185 осіб/км².  Було 112 помешкання (74/км²).
Расовий склад населення:
| - 95,4 % — білих - 2,5 % — азіатів - 0,7 % — корінних американців |

До двох чи більше рас належало 1,4 %. Частка іспаномовних становила 1,4 % від усіх жителів.
За віковим діапазоном населення розподілялося таким чином: 26,3 % — особи молодші 18 років, 59,1 % — особи у віці 18—64 років, 14,6 % — особи у віці 65 років та старші. Медіана віку мешканця становила 40,9 року. На 100 осіб жіночої статі у переписній місцевості припадало 109,7 чоловіків;  на 100 жінок у віці від 18 років та старших — 101,0 чоловіків також старших 18 років.
Середній дохід на одне домашнє господарство  становив 50 958 доларів США (медіана — 46 042), а середній дохід на одну сім'ю — 57 516 доларів (медіана — 47 222). За межею бідності перебувало 15,8 % осіб, у тому числі 13,6 % дітей у віці до 18 років та 9,1 % осіб у віці 65 років та старших.
Цивільне працевлаштоване населення становило 114 осіб. Основні галузі зайнятості: виробництво — 24,6 %, будівництво — 21,9 %, роздрібна торгівля — 14,9 %, освіта, охорона здоров'я та соціальна допомога — 9,6 %.